# 獨立鎮區 (密蘇里州諾德韋縣)
獨立鎮區（英語：Independence Township）是位於美國密蘇里州諾德韋縣的一個行政鎮區。

## 地方資料
獨立鎮區的面積為158.44平方千米，當中陸地面積為158.40平方千米，而水域面積為0.04平方千米。根據2020年美國人口普查的數據，當地共有人口326人，而人口密度為每平方千米2.06人。